# Novinka
Novinka (en russe : Нови́нское се́льское поселе́ние, Novinskoje selskoje poselenije) est une municipalité rurale du raïon de Kontupohja en république de Carélie.

## Géographie
Son village central Ulitina Novinka, est situé au sud-ouest du lac Vašozero, à 13 km au sud-est de Kontupohja.
La municipalité de Novinka a une superficie de 464,06 km2.
Novinka est bordée au nord par Tedjärvi du raïon de Kontupohja, au nord-ouest par Kontupohja ] et dans les autres directions par le lac Onega.
Les cours d'eau principaux de Novinka sont les rivières Tšapa ja Tšebinka.
Ses lacs principaux sont le Vašozero, le Maloje, le Nurmozero et le Gangozero.

## Démographie
Recensements (*) ou estimations de la population
| 2009 | 2013 | 2015 | 2017 |
| ---- | ---- | ---- | ---- |
| 256  | 224  | 185  | 173  |

| 2019 | 2021 | - | - |
| ---- | ---- | - | - |
| 160  | 154  | - | - |